# Thryptomene wittweri
Espèce
Thryptomene wittweri est une espèce de plantes à fleurs de la famille des Myrtaceae. C'est un petit arbuste endémique de l'Australie occidentale. 
L'arbuste s'étalant en arrondi atteint généralement une hauteur de 0,5 à 1,5 mètre. Il fleurit entre avril et août et produit des fleurs blanc crème.
On le trouve sur les échappées et les lits de ruisseaux dans les régions de Gascoyne et de Pilbara en Australie occidentale où il pousse dans des sols squelettiques pierreux.